# 屠耆
屠耆，匈奴語「toğrï」一詞的轉寫，意譯為「賢」。史記匈奴列傳記載，匈奴單于之下的官位有二十四長，為首的是左右賢王，又稱左右屠耆王。左右賢王是出身攣鞮氏的匈奴貴族，在匈奴的地位極為尊貴。一說屠耆和屠各、突厥語詞相通。
有記載的左屠耆王/左賢王
- 狐鹿姑單于（狐鹿姑）
- 虛閭權渠單于（虛閭權渠）
- 郅支骨都侯單于（呼屠吾斯）
- 搜諧若鞮單于（且麋胥）
- 車牙若鞮單于（且莫車）
- 烏珠留若鞮單于（囊知牙斯）
- 呼都而尸道皋若鞮單于（輿）
- 劉豹

有記載的右屠耆王/右賢王
- 呴犁湖單于
- 握衍朐鞮單于
- 右賢王 (握衍朐提單于之弟)
- 銖婁渠堂
- 囊知牙斯
- 呼都而屍道皋若鞮單于（輿）
- 盧渾
- 休蘭屍逐侯鞮單于（屯屠何）
- 羌渠單于
- 於扶羅
- 去卑